# Glus
Glus (Γλοῦς) fou un egipci fill de Tamos de Memfis, l'almirall de Cir el Jove. Aquest príncep el va enviar per posardel seu costat les tropes de mercenaris grecs. Després de la batalla de Cunaxa fou un dels que va anunciar als grecs la mort de Cir. Continuava a ser amb els grecs quan aquests en llur retirada van passar el pont sobre el Tigris.